# Pierre Dalloz
Pour l’article homonyme, voir Dalloz (homonymie).
Pierre Dalloz, né le 16 avril 1900 à Bourges et mort le 2 mai 1992 à Sassenage, est un alpiniste, photographe, écrivain et architecte urbaniste français, membre fondateur du maquis du Vercors. Il était un ami d'Antoine de Saint-Exupéry qui lui a adressé sa dernière lettre avant de disparaître.

## Biographie
Pierre Dalloz a fait des études d'architecte où il est l'élève d'Auguste Perret et en deviendra le collaborateur. Il a épousé Henriette Gröll, peintre française.
Á la fin de la Première Guerre mondiale, Pierre Dalloz s'oriente vers la pratique de la montagne. Au cours de sa carrière d'alpiniste, il réalise une trentaine de premières dans le massif du Mont-Blanc et dans le massif des Écrins encordé notamment avec Jacques Lagarde et Henry de Ségogne. Il est également un pionnier de l'alpinisme hivernal.  
Dalloz est aussi rédacteur en chef de la revue du Club alpin français La Montagne de 1933 à 1939. 
Pendant la Seconde Guerre mondiale, il fait partie de la Résistance française. Dès 1941, il est ainsi l'un des auteurs du plan Montagnard, projetant de faire du Vercors le réduit permettant à la Résistance française d'organiser la lutte armée contre l'occupant allemand. En 1942, il participe avec l’écrivain Jean Prévost à la fondation du maquis du Vercors. En juin 1944, ce plan aboutit au rassemblement de 4000 résistants sur le plateau du Vercors. En juillet 1944, le Vercors est le théâtre de la plus importante opération militaire allemande contre un maquis dans l'Europe de l'ouest.
Après-guerre, il occupe pendant plusieurs années les fonctions de Directeur de l'architecture au sein du ministère de la Reconstruction et de l'urbanisme d'Eugène Claudius-Petit. Il fonde ensuite, en 1954, l'atelier d'urbanisme de la ville d'Alger. Après avoir créé au début des années 1960 son bureau d'études en urbanisme, l'ATU, il devient le conseiller du maire de Tours Jean Royer, et définit les orientations principales de l'opération d'aménagement de la vallée du Cher. Il soutient également la création, en 1967, de l'atelier intercommunal d'urbanisme de l'agglomération tourangelle, dirigé par l'architecte Jean-Claude Drouin. Ayant accédé sur le tard au titre d'architecte, faute d'avoir suivi le cursus de l'école des Beaux-arts de Paris, il ne construit guère avant de se retirer de la vie professionnelle au milieu des années 1970.

## Activités comme architecte urbaniste
Construction du tremplin de saut à ski des Jeux Olympiques d'hiver de Grenoble 1968, à Saint-Nizier-du-Moucherotte, 1966.

## Principales ascensions

### Premières
- 1924 - Pointe Lagarde, avec Jacques Lagarde, Tom de Lépiney et Henry de Ségogne
- 1922 - Arête du Doigt (Grand pic de Belledonne), avec Georges Gaillard
- 1924 - Pointe Dalloz
- 1925 - Couloir nord-ouest du Pic Sans Nom dans le massif des Écrins, avec Henry de Ségogne et Jacques Lagarde
- 1925 - Arête des Grands Montets à l'Aiguille Verte, avec Henry de Ségogne et Jacques Lagarde
- 1926 - Arête de la Momie au Pelvoux, avec Georges Gaillard

### Hivernales
- 1921 - Mont Aiguille (massif du Vercors)
- 1926 - Grand Pic de la Meije (3 983 m) avec Daniel Armand Delille
- 1927 - Pic Central de la Meije (3 973 m) avec Albert Arnaud et F. Scheibli
- 1927 - Meije orientale (3 891 m)

## Distinctions
- Membre d'honneur du Groupe de haute montagne
- Membre d'honneur de l'Alpine Ski Club
- Membre d'honneur du Climbers Club
- En 1978, il est élu à l'Académie delphinale[5].

## Archives
Les archives de Pierre Dalloz sont conservées aux Archives départementales de l'Isère.